# Giulio (Münze)

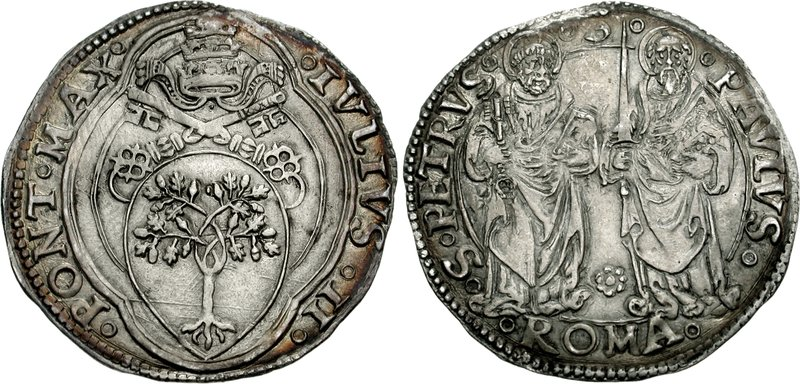
Giulio von Papst Julius II. (1503–1513) aus der Münzstätte Rom. Variante mit Rosette statt Dreizack zwischen den Heiligen. (Silber; Durchmesser 27 mm; 3,76 g)

Giulio (italienisch für Julius) ist die Bezeichnung des silbernen Grossos (Groschen) von Papst Julius II. (1503–1513). Der Münzname ging später auf andere päpstliche und italienische Groschen über. Spätere Münzen dieses Nominals wurden auch Paoli genannt.

## Münzgeschichte und Münzbeschreibungen

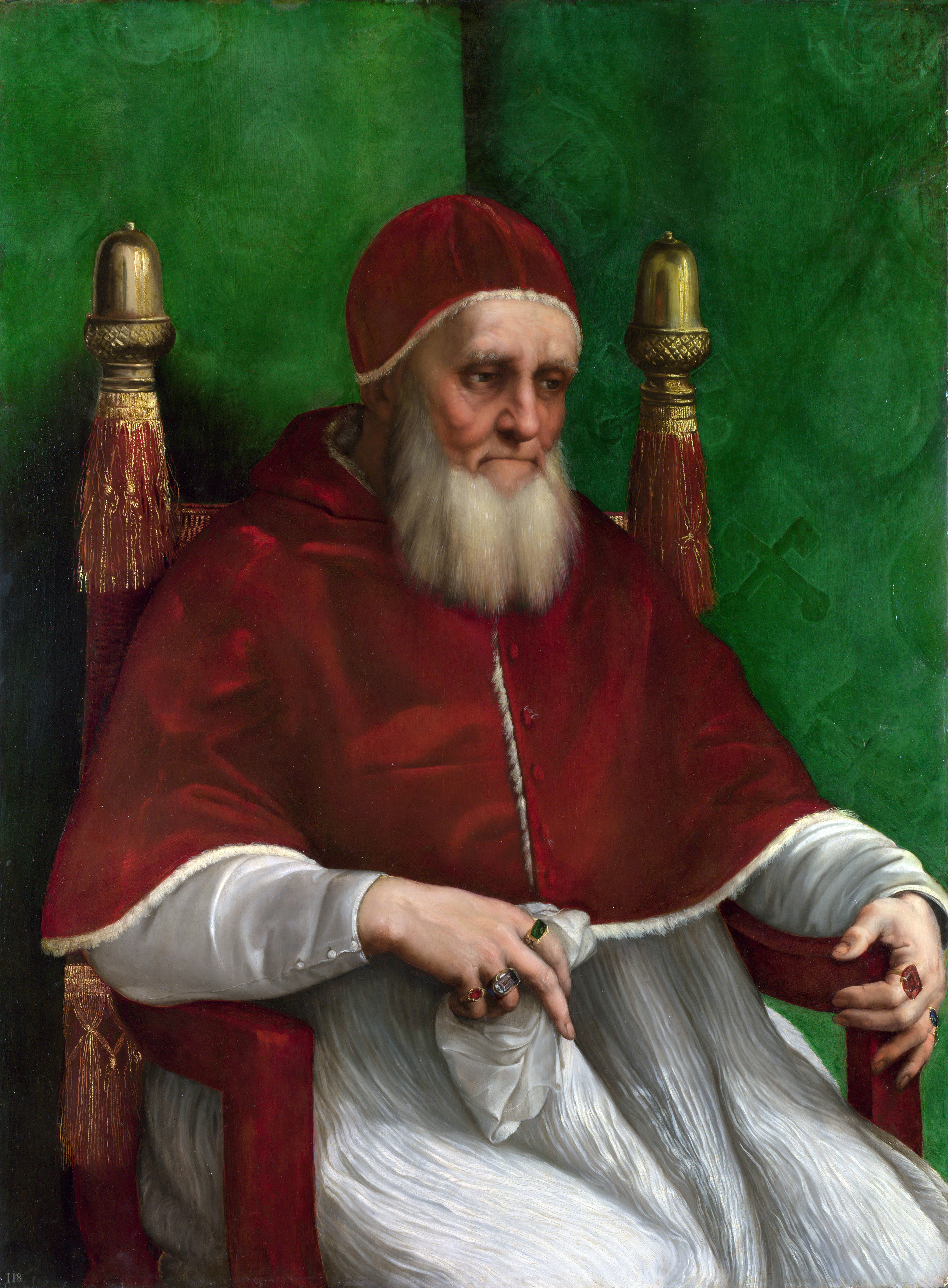
Der „Kriegerpapst“ Julius II. ließ den Giulio prägen. (Porträt von Raffael)

Papst Julius II. (geboren als Giuliano della Rovere) ließ im Kirchenstaat in Rom den ersten Grosso mit dem Münznamen Giulio (Julius) prägen. Der Groschen war Vorbild für die weiteren Prägungen der nachfolgenden Päpste. Die Vorderseiten dieser Münzen zeigen meist das Familienwappen des jeweiligen Papstes unter der Tiara und den gekreuzten Schlüsseln.
Der von Papst Julius II. neu eingeführte silberne Giulio wog zunächst 3,87 Gramm. 10 Stück entsprachen anfangs 1 Dukaten und
- 1 Giulio = 10 Baiocchi = 60 Quattrini.[3]

Der Giulio existiert auch als Dreifachgiulio (Triplice Giulio = Testone), Doppelgiulio (Double Giulio) und halber Giulio (Mezzo Giulio).
Mit Eintritt der Sedisvakanz wurde der Giulio auch als Sedisvakanzmünze geprägt. Die vom Camerlengo während der Zeit des verwaisten päpstlichen Stuhls ausgegebenen Stücke zeigen in dieser Zeit an Stelle der Tiara einen als Padiglione bezeichneten Baldachin.
Die Münzbeschreibungen mit den historischen Zusammenhängen sind auf einzelne besondere Beispiele von Münzen des Kirchenstaats bezogen. Es handelt sich dabei um die Gepräge folgender Päpste oder Camerlengos:

### Julius II. (1503–1513)
Die Münze ist ein nach Papst Julius II. benannter Giulio, der in der Münzstätte Rom wahrscheinlich in den Jahren 1510 bis 1513 geprägt wurde.
Der abgebildete Giulio wurde in seiner Umlaufzeit zur illegalen Silbergewinnung beschnitten.

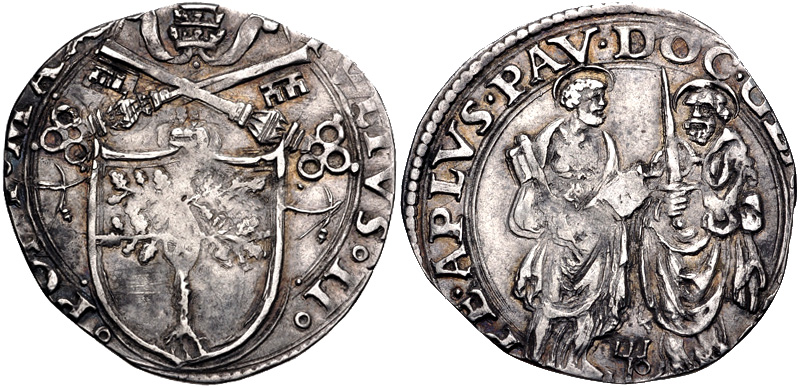
Giulio von Papst Julius II. (Silber; Durchmesser 25 mm; 3,15 g; beschnitten)

Die Vorderseite dieser Prägevariante zeigt den Wappenschild des Familienwappens von Papst Julius II. unter der Tiara und den gekreuzten Schlüsseln. Die Umschrift lautet IVLIVS II PONT(ifex) MAX(imus).
Die Rückseite zeigt St. Peter mit Schlüssel und Evangelium und St. Paul mit Schwert und Evangelium nebeneinanderstehend. Unten zwischen den Heiligen ist die dreizackförmige Bankiersmarke der Fugger aus Augsburg zu sehen, die die Papstwahl von Julius II. mit Krediten finanziert hatten. Der Dreizack auf dem Giulio bezeugt die Kreditvergabe der Fugger für die Papstwahl.
Anmerkung: Julius II. wurde auch als „Kriegerpapst“ bekannt. Bei der Rückeroberung von Perugia und Bologna führte er sogar selbst Truppen an. Als Förderer der Künste finanzierte er Künstler wie Michelangelo, Raffael und Donato Bramante.

### Leo X. (1513–1521)

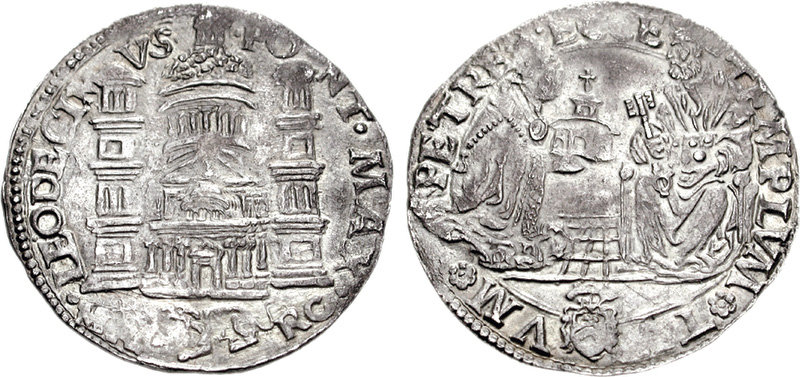
Giulio von Papst Leo X. (1513–1521) (Silber; Durchmesser ca. 26 mm; ca. 3,5 g)

Der Giulio von Papst Leo X. zeigt ein Modell des neuen Petersdomes, dessen Baufinanzierung durch die Vermarktung der Ablässe des Papstes zur protestantischen Reformation beitrug. Die Münze ist sehr selten.
Die Vorderseite dieser besonders gestalteten Münze zeigt ein Modell des Petersdoms mit der Umschrift LEO DECIMVS PONT(ifex) MAX(imus).
Auf der Rückseite kniet links Leo X. im päpstlichen Ornat und präsentiert dem rechts sitzenden St. Peter, der den Schlüssel und das Evangelium hält, das Modell des Petersdoms. Der Wappenschild unten ist das Familienwappen des Papstes (der Medici). Sein Pontifikat fällt in die Zeit des Beginns der Reformation.
Leo X. (geboren als Giovanni de’ Medici) überwachte die Fertigstellung des neuen Petersdoms, dessen Bau unter seinem Vorgänger Julius II. begonnen wurde. Der Bau umfasste den größten Teil des 16. und frühen 17. Jahrhunderts. Zur Finanzierung des Baues der Basilika bot Leo 1517 Ablässe an. Die aggressive Vermarktung durch den Dominikanermönch Johann Tetzel löste zum Teil die Aktionen Martin Luthers aus, die zur protestantischen Reformation führten.

### Alexander VII. (1655–1667)

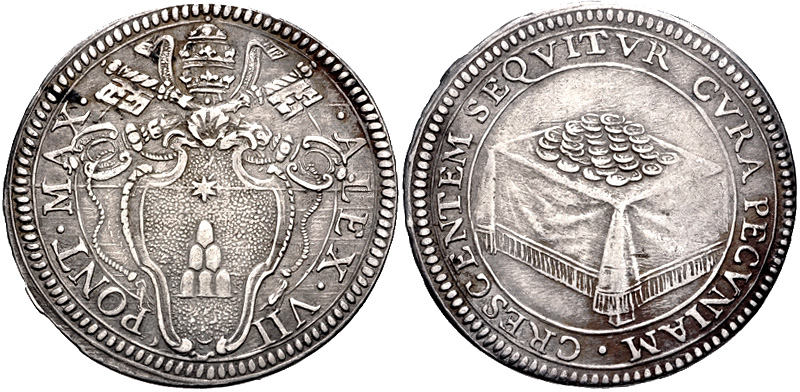
Giulio von Papst Alexander VII. (1655–1667) (Silber; Durchmesser 26 mm; 3,15 g)

Der Giulio von Papst Alexander VII. (geboren als Fabio Chigi) weist mit den Münzen auf dem Wechslertisch auf das Problem mit der Geldgier hin. Die Münze stammt aus der Münzstätte Rom.
Die Vorderseite des Giulio zeigt den Wappenschild von Papst Alexander VII. unter der Tiara und den gekreuzten Schlüsseln. Die Umschrift lautet ALEX(ander) VII PONT(ifex) MAX(imus).
Die Rückseite zeigt einen Wechslertisch mit Münzen und die Umschrift CRESCENTEM SEQVITVR CVRA PECVNIAM (Dem wachsenden Geld folgt die Sorge nach). Die Zeilen der Umschrift der Rückseite stammen vom römischen Dichter Horaz (* 65 v. Chr.; † 8 v. Chr.). Ihn plagte die maßlose Gier nach Vermögen, die zum Verhängnis werden kann. Der Verzicht auf übermäßigen Reichtum soll hier als Leitspruch des Patrimonium Petri fungieren.

### Camerlengo Annibale Albani

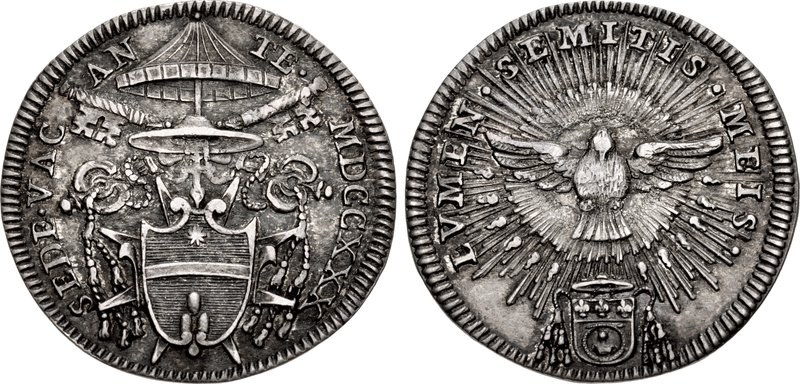
Giulio (Sedisvakanzmünze) von 1730 des Camerlengo Kardinal Annibale Albani (Silber; Durchmesser 25 mm; 3,02 g)

Der Giulio von 1730 ist eine Sedisvakanzmünze des Camerlengos Annibale Albani, die nach dem Tod von Papst Benedikt XIII. (1724–1730) in der Münzstätte Rom geprägt wurde.
Der Giulio zeigt auf der Vorderseite den als Padiglione bezeichneten Baldachin über den gekreuzten Schlüsseln und dem Wappenschild des Camerlengos Annibale Albani unter dem Kardinalshut mit Quasten sowie SEDE VACANTE in der Umschrift mit der Jahreszahl MDCCXXX. Das ist die Römische Zahlschrift für 1730.
Die Rückseite zeigt den Heiligen Geist in Gestalt einer Taube umgeben von Strahlen und herabfallenden Feuerzungen mit dem Wahlspruch LVMEN SEMITIS MEIS (lat. = Das Licht auf meinen Weg), unten ein kleines Bischofswappen.